# AMD FX
AMD FX é uma série de microprocessadores AMD de última geração para computadores pessoais que estreou em 2011, considerado o primeiro processador de desktop nativo de 8 núcleos da AMD. A linha foi introduzida com a microarquitetura Bulldozer no lançamento (codinome "Zambezi"), e foi então sucedida por seu derivado Piledriver em 2012 (codinome "Vishera").
A linha visava competir com a linha Intel Core de processadores para desktop, em especial processadores baseados nas arquiteturas Sandy Bridge e Ivy Bridge.
FX foi sucedido pela marca de CPUs Ryzen, baseada na arquitetura Zen, lançada inicialmente em 2017 para competir com os processadores de geração posterior da Intel, como o Skylake.

## História

### Antes do lançamento do FX
Nos anos anteriores à linha de processadores AMD FX, a linha de processadores AMD Phenom II e Athlon II, embora não superasse a linha Core da Intel em desempenho bruto, era geralmente competitiva quando seu preço era levado em consideração. No final da vida útil do Phenom, entretanto, os processadores Core baseados em Sandy Bridge da Intel poderiam fornecer um desempenho com o qual o Phenom II não poderia competir. Rumores sugeriam que a linha FX mudaria isso, pois informações vazadas sugeriam melhor desempenho na próxima arquitetura Bulldozer na qual o AMD FX foi baseado.

### Lançamento do FX
A série FX foi lançada em 12 de outubro de 2011, na arquitetura Bulldozer. A linha de lançamento incluiu o FX-4100 de 4 núcleos por US$ 115, o FX-6100 de 6 núcleos por US$ 165, e o FX-8120 de 8 núcleos por US$ 205 e FX-8150 por US$ 185. A atualização FX na arquitetura Piledriver lançada em 23 de outubro de 2012. A linha de lançamento incluiu o FX-4300 de 4 núcleos atualizado por $ 122, FX-6300 de 6 núcleos por $ 132 e FX-8320 de 8 núcleos por $ 169 e FX-8350 por US$ 195.

## Recursos
Uma característica notável dos microprocessadores AMD FX é que todos eles eram desbloqueados e podiam fazer overclock, um recurso geralmente reservado para os SKUs de sufixo K topo de linha da Intel. Isso permitiu que os usuários ganhassem desempenho extra aumentando a velocidade do clock de sua CPU. O recorde mundial pessoal de maior overclock foi alcançado em um FX-8350, que tinha clock de até 8.794,33 MHz.
- 4× "módulos" dual-core na série FX-8, 3× na série FX-6 e 2× na série FX-4, com dois clusters inteiros (vistos como núcleos lógicos do sistema operacional) e uma unidade de ponto flutuante compartilhada em cada "módulo".
- Todos os modelos fabricados a partir de 8 núcleos lógicos com produção simples de matriz Orochi, em pacote µPGA de 938 pinos soquete AM3+.
- Todos os modelos suportam até 4 DIMMs de memória DDR3.

Ao contrário da maioria de seus equivalentes da Intel, os chips FX não ofereciam gráficos integrados, um recurso reservado para a linha de processadores APU da AMD. Tanto Zambezi como Vishera usaram um design de módulo contendo dois núcleos num módulo.

## Recepção
Após o lançamento, a série FX foi recebida com críticas dos revisores. Devido aos múltiplos núcleos compartilhando recursos comuns, a maioria das tarefas eram substancialmente mais lentas na linha FX do que no equivalente Intel Sandy Bridge. Em muitas aplicações de thread único, foi pior do que a geração anterior de microprocessadores Phenom II. O consumo de energia da linha, embora não tão baixo quanto o da geração Phenom II, ainda era pior do que o que a Intel fornecia na época. A atualização FX baseada no Piledriver em 2012 geralmente melhorou o desempenho geral, aumentando a velocidade do clock em níveis de consumo de energia semelhantes, mas a arquitetura Ivy Bridge da Intel estava disponível e forneceu desempenho por watt e desempenho total muito melhor para os consumidores. Com a AMD sendo responsável por apenas 20% das vendas de CPU ao consumidor em 2016, A Intel continuou a ganhar participação de mercado na indústria durante a vida útil da série FX.

## Desempenho
A linha AMD FX geralmente teve um desempenho pior do que seus concorrentes da Intel durante sua vida útil. O desempenho do ponto flutuante foi relativamente ruim devido a uma única FPU compartilhada por módulo. A maioria dos jogos também não conseguia tirar vantagem da alta contagem de núcleos que a série fornecia. Em aplicações que se beneficiaram de mais threads, os SKUs da AMD normalmente saíram na frente. No entanto, isso teve um grande custo, já que a eficiência térmica era muitas vezes pior do que a geração anterior de processadores. As atualizações na arquitetura que acompanham a revisão do Piledriver permitiram velocidades de clock mais altas. Isso levou a um melhor desempenho, mas veio com o custo de uma saída térmica ainda maior nos topos de linha, o que pode ser visto no FX-9590, com sua classificação TDP de 220 watts.

## Controvérsia
Em 2015, a AMD foi acusada de anunciar falsamente a contagem principal de sua linha FX. A alegação afirmava que, como os núcleos da série FX compartilhavam recursos comuns, como o FPU, a AMD estava anunciando falsamente sua alta contagem de núcleos. A empresa teve que pagar US$ 12,1 milhões aos residentes da Califórnia que compraram um chip FX de última geração.